# Cryptocarya pullenii
Cryptocarya pullenii är en lagerväxtart som beskrevs av André Joseph Guillaume Henri Kostermans. Cryptocarya pullenii ingår i släktet Cryptocarya och familjen lagerväxter. Inga underarter finns listade i Catalogue of Life.